# Regimiento de Infantería de Monte 30
El Regimiento de Infantería de Monte 30 «Coronel Félix Bogado» (RI Mte 30) es una unidad táctica del arma de infantería del Ejército Argentino (EA) con asiento en la Guarnición de Ejército «Fortín Apóstoles» y con dependencia orgánica de la XII Brigada de Monte.

## Historia

### Origen y constitución
Sobre la base del Destacamento Cuartel «Apóstoles», el 15 de diciembre de 1960 se comenzó la creación del Regimiento de Infantería 30, hasta 1961 al lograr la totalidad del personal, en el marco de la VII Brigada de Infantería. El Regimiento estaba organizado en:
- Jefe del Regimiento.
- 2.do jefe del Regimiento.
- Plana Mayor.
- Compañía Comando.
- Compañía «A».
- Compañía «B».
- Compañía Logística.

Entre 1968 y 1969 la unidad completó su edificación actual: la Escuela Primaria, la Sala Histórica y la Capilla.

### Operativo Independencia
El Regimiento de Infantería de Monte 30 integró el Agrupamiento C que se desplazó a la provincia de Tucumán por orden del Comando General del Ejército para reforzar la V Brigada de Infantería que llevaba adelante el Operativo Independencia. El Agrupamiento C se turnaba con los Agrupamientos A y B, creados para el mismo fin.

### Guerra de las Malvinas
Dos de sus integrantes, poseedores de la Aptitud especial de Comando, el Teniente Emilio Espinoza y el Sargento Ayudante Poggi, fueron convocados por la Ca Cdo (s) 602 recientemente creada para ir a la guerra. El Teniente Espinoza murió heroicamente cubriendo el repliegue de sus camaradas en el combate de Top Malo House y el Sargento Ayudante Poggi fue herido en una pierna en el combate de Murrel Bridge.
La plaza de armas y la calle aledaña al cuartel fueron nombradas en honor al Teniente Primero (Post Mortem) Emilio Espinoza.

### Participación en misiones de paz

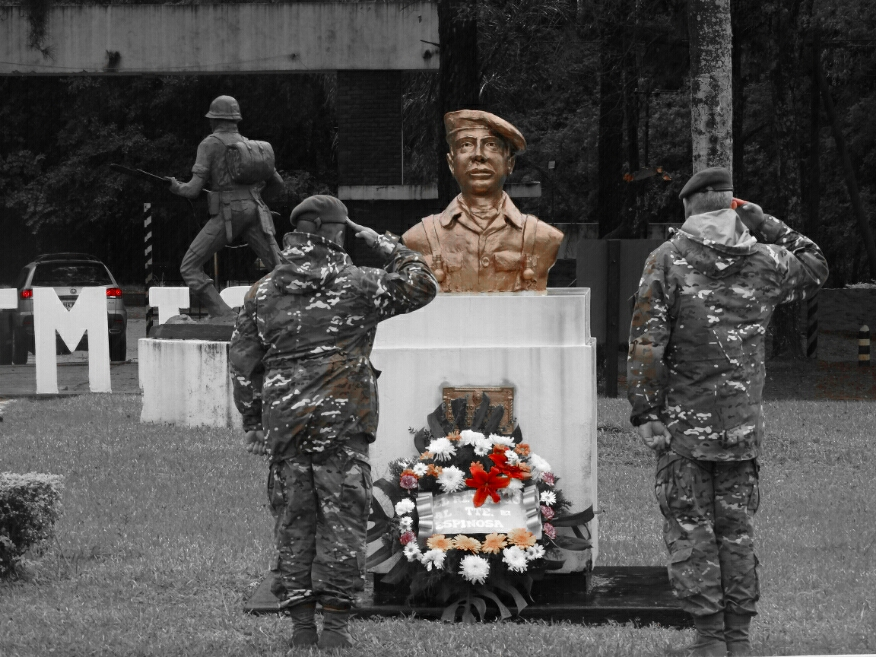
Ofrenda floral al busto del Tte Espinosa.

Entrada al RI Mte 30, «Fortín Apóstoles».
Archivo:Tte espinosa.jpg

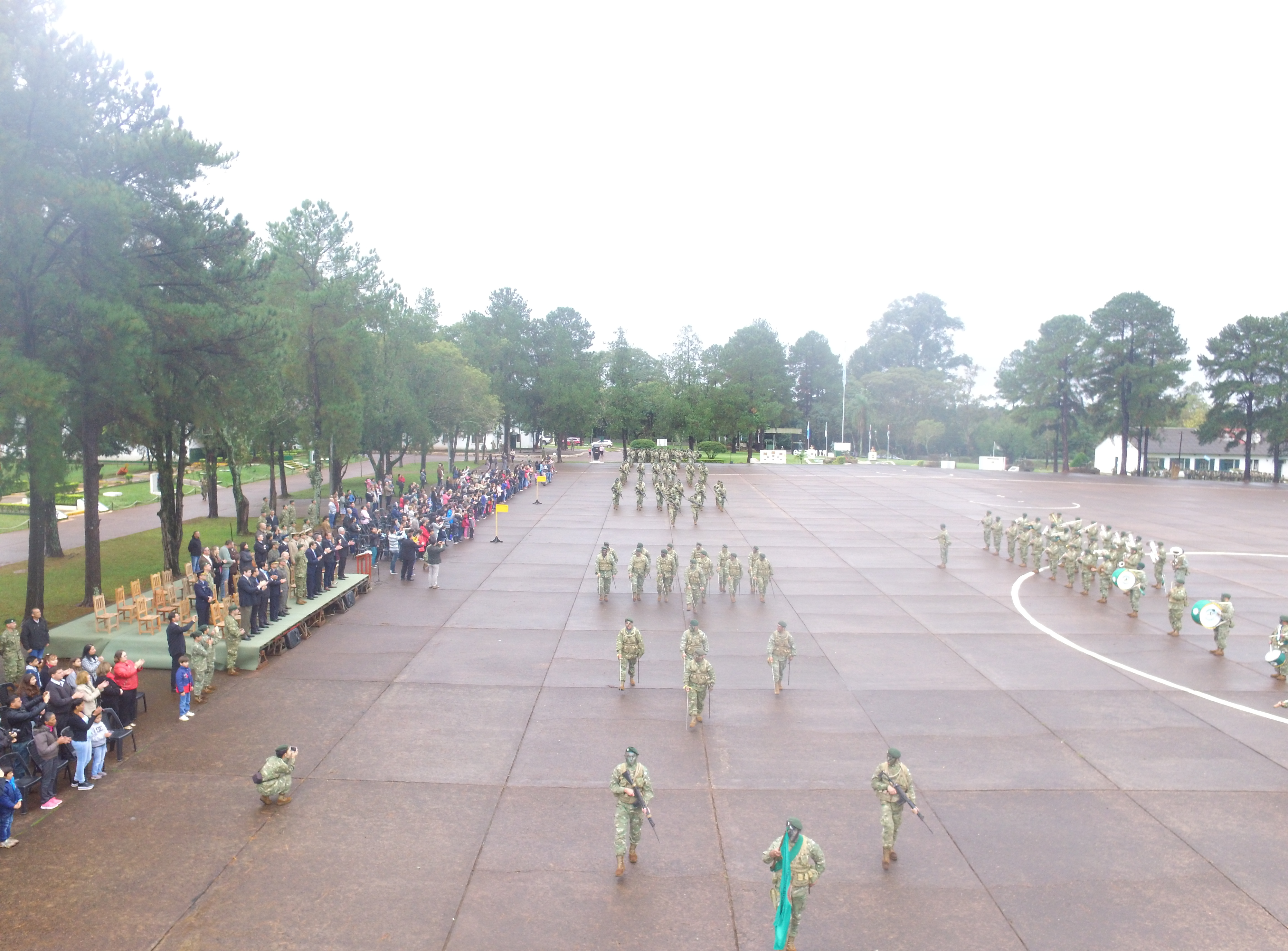
Desfile del día del Ejército. 28 de mayo de 2017.

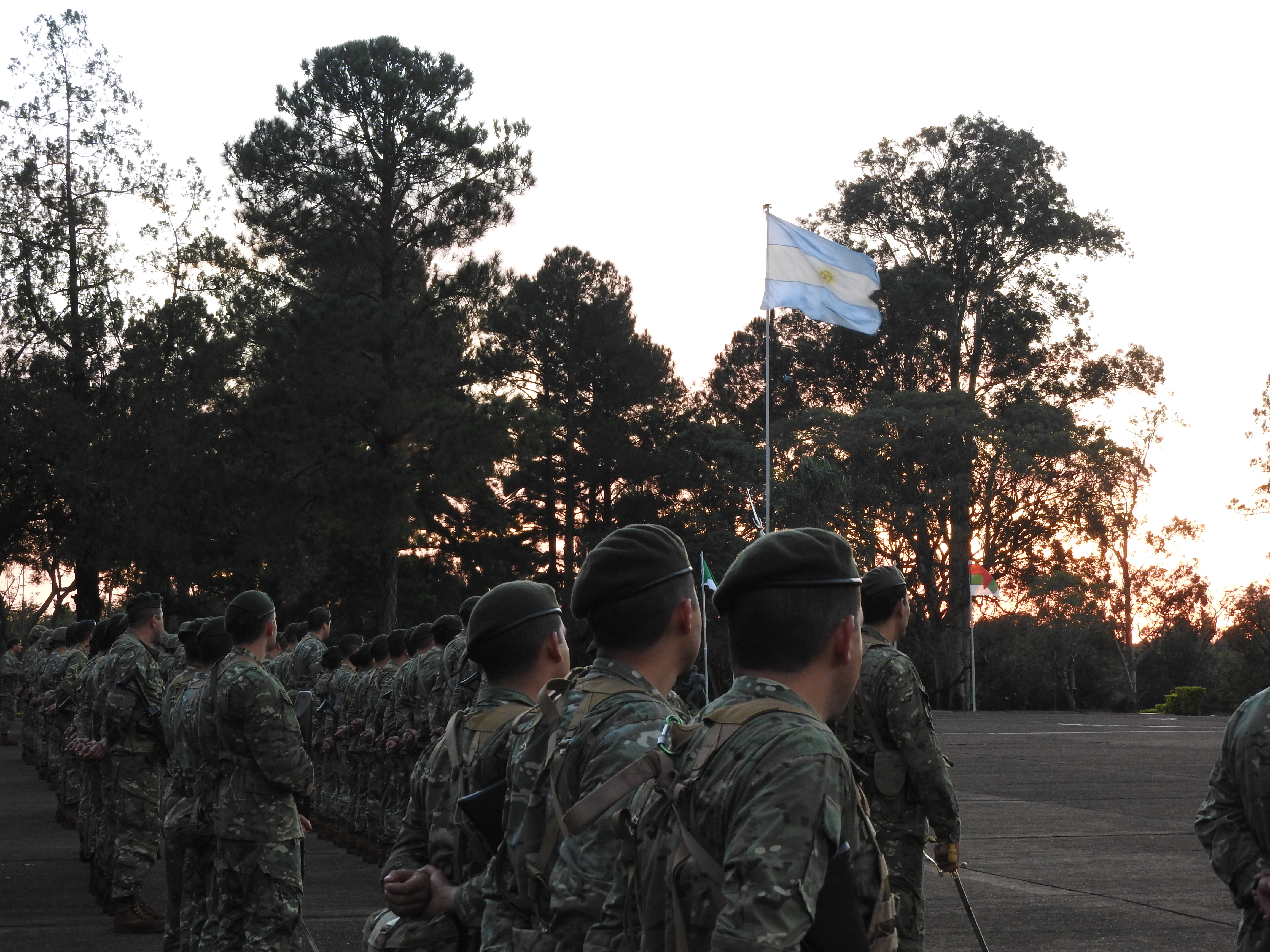
Formación del 25 de Mayo en la Plaza de Armas del RI Mte 30 teniente Espinosa.

En 2002, el Regimiento se denominó Coronel Félix Bogado, prócer paraguayo que luchó junto a José de San Martín en la campaña libertadora al alto Perú, y fue uno de los últimos hombres de volver. En el 2003 el destacamento recibió la orden de segregar los elementos de distintas armas hacia sus unidades de origen, quedando sólo la sección de Caballería.
En 2005 el regimiento recibió la orden de conformarse como núcleo del Batallón Conjunto Argentino Haití 3. La campaña se llevó a cabo sin novedades. Recibió en esta campaña la única medalla que galardona la corbata de la bandera nacional de Guerra.
En 2008 la unidad fue premiada como mejor unidad de la Brigada.
En 2012 recibió una nueva orden de conformarse como núcleo para ir a la campaña de Mantenimiento de la Paz en Chipre, llevada a cabo sin novedades.
En ese año, la subunidad de Caballería que tenía asiento en Apóstoles, dentro del Regimiento, recibió la orden de trasladarse y conformar parte de la Guarnición Ejército Posadas.
También a partir de ese año el regimiento comenzó a participar en el ejercicio combinado Guaraní, en conjunto con la República Federativa del Brasil, el último en realizarse fue en octubre.
A partir del 2013 y hasta principios del 2016 el regimiento participó de la operación fortalecimiento del Fortín 2.
La unidad desarrolla todas las actividades de instrucción y adiestramiento en el ambiente particular de monte.
En el escudo de la unidad rezan en la lengua guaraní «OÑANGARECO TENONDE ÑANDE RETA», que significa «CUSTODIO ADELANTADO DE LA PATRIA».

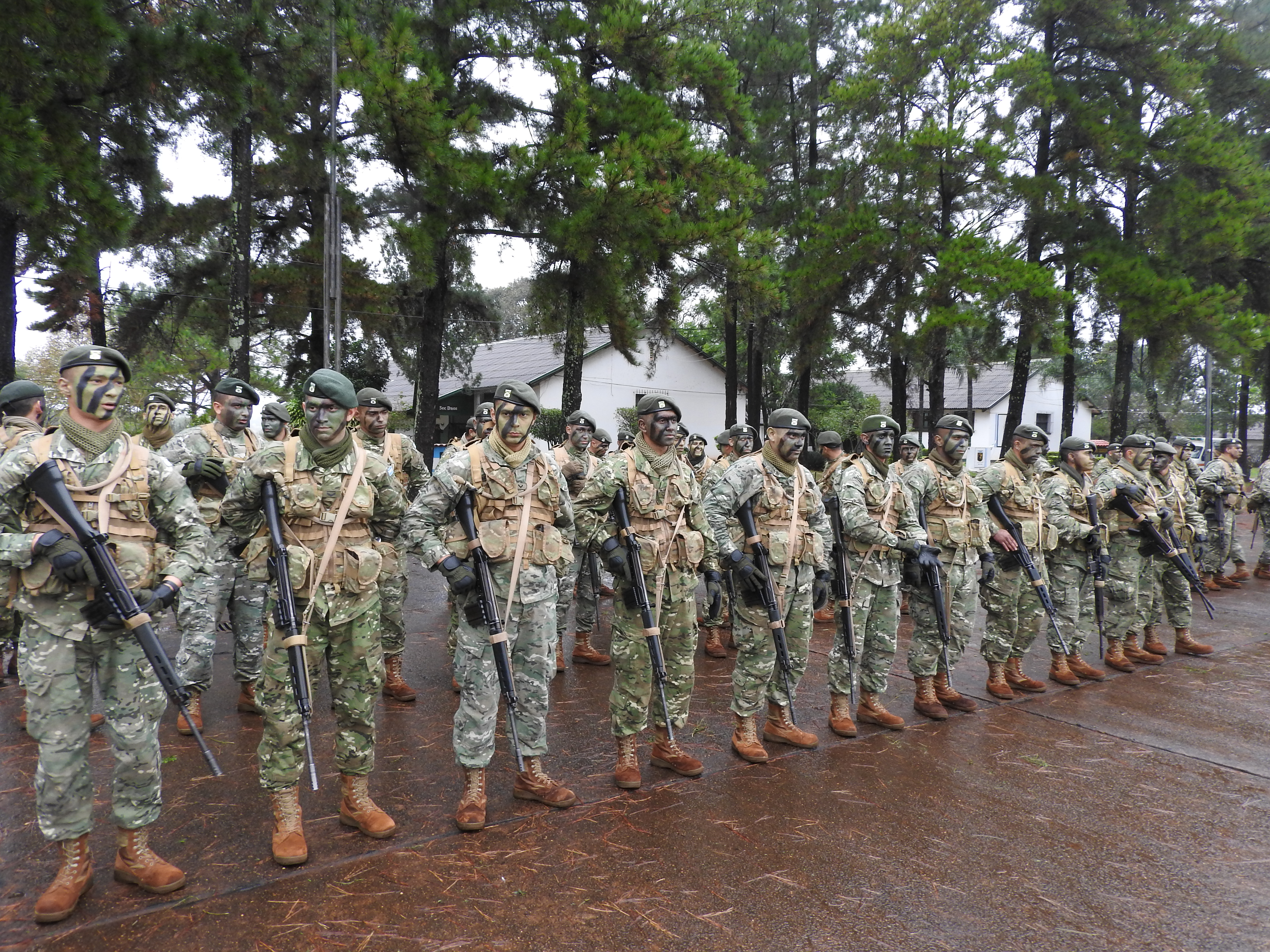
Tropa de infantería de monte del RI Mte 30 enmascarada.

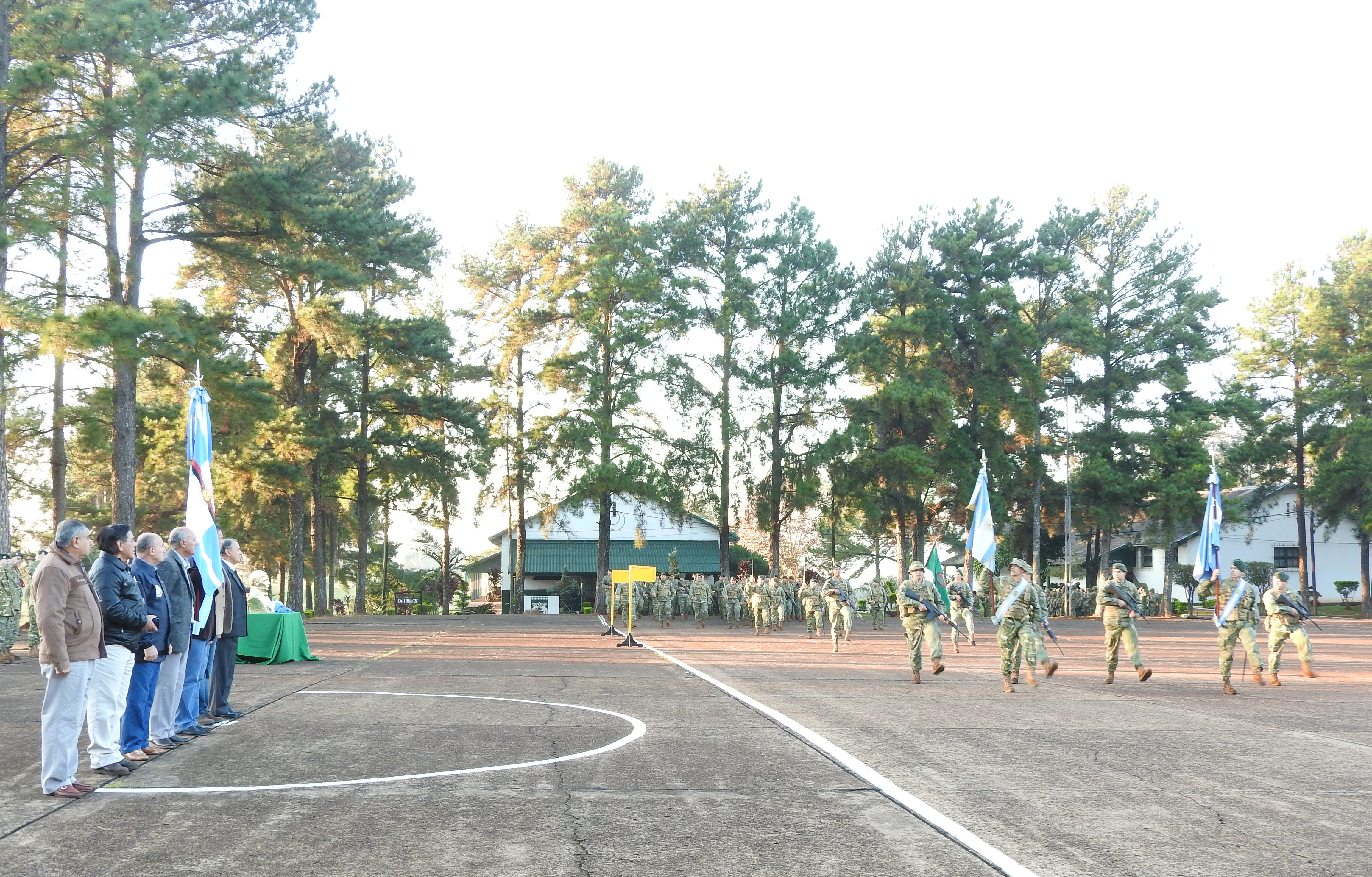
Tropas del RI Mte 30 desfilan frente a Veteranos de Guerra de Malvinas de la Ciudad de Apóstoles. 14 de junio de 2017.

## Actividad
En 2020 prestó apoyo en la operación de protección civil "General Belgrano" con tareas de apoyo a la comunidad y ayuda humanitaria desplegada por las Fuerzas Armadas durante la pandemia de COVID-19 en la Argentina y bajo la conducción del Estado Mayor Conjunto junto con el Ministerio de Defensa. Se hallaba en la Zona de Emergencia Misiones (que incluía Corrientes) y prestó apoyo al pueblo de Apóstoles.